# Rạch Bà Kiểu
Di tích lịch sử Khu vực Rạch Bà Kiểu toạ lạc tại ấp Lũy, xã Phước Lại, huyện Cần Giuộc, tỉnh Long An, Việt Nam.

## Lịch sử
Rạch Bà Kiểu là địa điểm ác liệt trong chiến dịch 18 ngày đêm đánh Mỹ của quân dân Phước Lại từ ngày 29 tháng 2 năm 1967 (năm Đinh Mùi).
Suốt 18 ngày đêm vất vả chịu nhiều đói rét nhưng anh em du kích Phước Lại vẫn bám trụ kiên cường chiến đấu mặc dù chịu nhiều mất mát hy sinh, quân và dân Phước Lại vẫn vững lòng bám đất bám làng.
Đây là trận đánh Mỹ đầu tiên của nhân dân Cần Giuộc nói chung, từ đây anh em du kích hiểu được thực chất tinh thần chiến đấu của Mỹ, để từ đó rút ra phương pháp đánh hay nhất. Sau trận chiến này, riêng xã Phước Lại được tuyên dương 5 dũng sĩ diệt Mỹ, trong đó thành tích Lê Chí A nổi bật nhất.

## Ý nghĩa lịch sử
Tổng kết cuộc chiến đấu ta tiêu diệt gần 200 tên Mỹ, thu 15 súng, bắn rơi 2 trực thăng.
Chiến dịch 18 ngày đêm đánh Mỹ ở Phước Lại năm 1967 là chiến dịch đầu tiên, mở màn cho phong trào đánh Mỹ của quân và dân Cần Giuộc. Thắng lợi này đã tạo cho Đảng bộ và nhân dân Cần Giuộc có kinh nghiệm thực tế đánh Mỹ, thúc đẩy phong trào trong toàn huyện, góp phần tích cực vào thắng lợi của chiến dịch 45 ngày đêm đánh Mỹ ở vùng Hạ Cần Giuộc ngày 6 năm 1967 và thắng lợi vẻ vang trong chiến dịch Hồ Chí Minh lịch sử 1975.

## Di tích cấp tỉnh
Ngày 19 tháng 4 năm 1993, UBND tỉnh Long An ban hành Quyết định số 851/1993/QĐ-UBND xếp hạng Khu vực Rạch Bà Kiểu là di tích lịch sử – văn hoá cấp tỉnh.